# Platyptilia sochivkovi
Platyptilia sochivkovi – gatunek motyli z rodziny piórolotkowatych.
Gatunek ten opisany został w 2011 roku przez Wasilija Kowtunowicza i Pietra Ustjużanina. Epitet gatunkowy nadano na cześć Andrieja Socziwki, który brał udział w odłowie materiału typowego.
Motyl ten ma cienkie, brązowe czułki i jasnoszare, półtora raza dłuższe od oka głaszczki wargowe. Osiągające od 16 do 23 mm rozpiętości, popielatoszare przednie skrzydła cechuje niewyraźny trójkąt kostalny i czarna kreska u nasady pierwszego rozszczepienia. Wierzchołki pierwszego, a zwykle i drugiego piórka przedniego skrzydła zdobią białe kreski. Tylne skrzydła są popielatoszare z ciemnobrązowymi łuskami na zewnętrznej krawędzi trzeciego piórka. Aparat kopulacyjny samca cechują krótkie i wąskie gałęzie anellusa, wnęka na zewnętrznej krawędzi sakusa, głęboko i klinowato wcięta jego krawędź wewnętrzna oraz łukowaty edeagus. Genitalia samicy charakteryzują się długim przedsionkiem oraz owalną torebką kopulacyjną z dwoma igłowatymi, bardzo krótkimi znamionami.
Owad afrotropikalny, znany tylko z Lesotho. Spotykany w piętrze alpejskim.